# Железничка станица Инђија пустара
Железничка станица Инђија–пустара је једна од железничких станица на прузи Београд — Суботица. Налази се у насељу Инђија у општини Инђија. Пруга се наставља у једном смеру ка Бешки и у другом смеру према Инђији. Железничка станица Инђија–пустара се састоји из два колосека. 
Након изградње нове пруге за брзине возова до 200km/h Инђија пустара је званично укинтуа и не постоји могућност куповине карте до станице "Инђија-пустара".